# Square Ornano
Pour les articles homonymes, voir d'Ornano et Ornano (homonymie).
Le square Ornano est une voie du 18e arrondissement de Paris, en France.

## Situation et accès
Le square Ornano est une voie située dans le 18e arrondissement de Paris. Il débute au 14, boulevard Ornano et se termine en impasse.

## Origine du nom

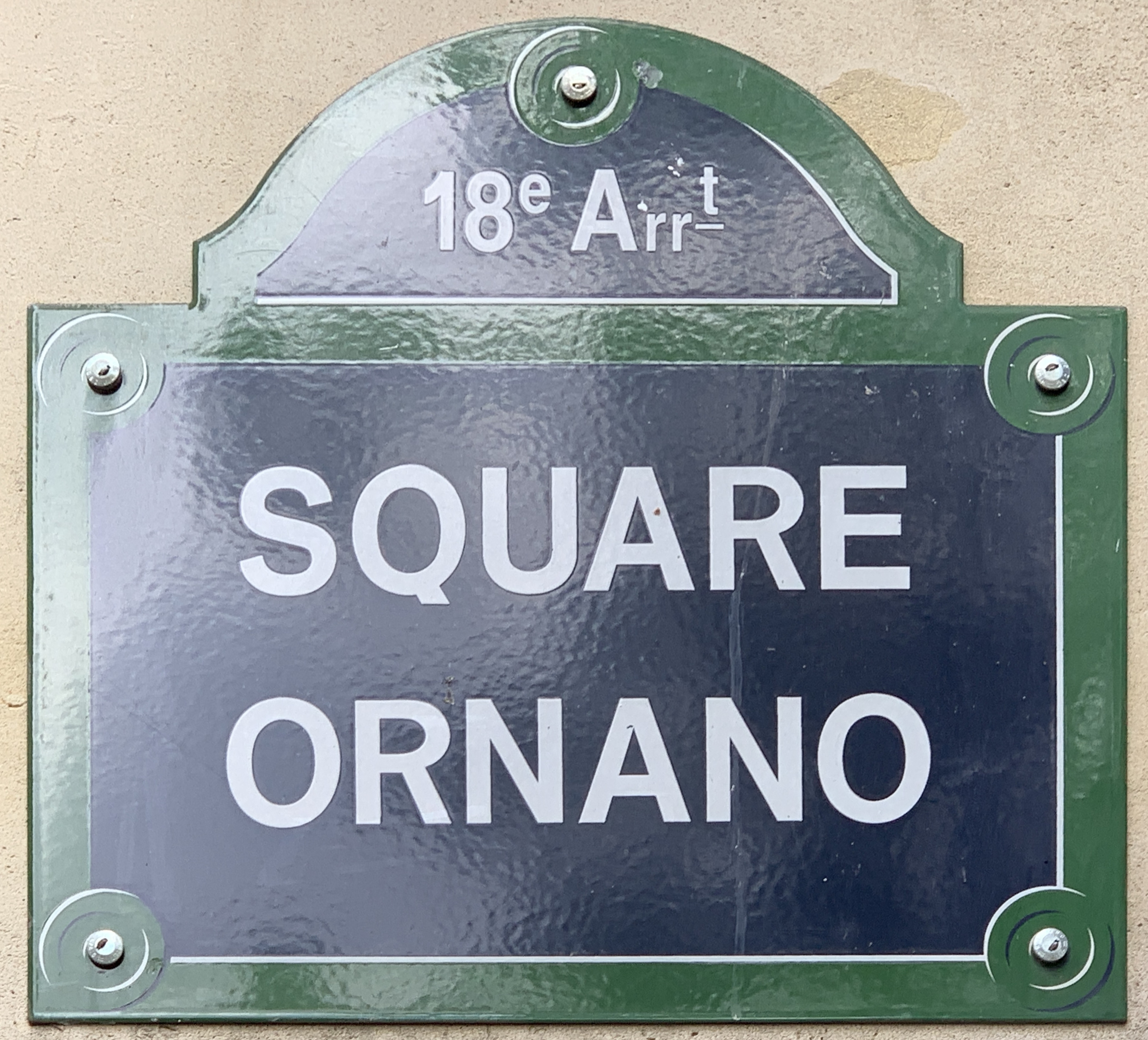
Plaque de la voie.

Il tient son nom du maréchal d'Empire Philippe Antoine d'Ornano (1784-1863), en raison de sa proximité avec le boulevard éponyme.

## Historique
Cette voie privée en impasse est ouverte sous sa dénomination actuelle en 1902.